# Kirby Tilt 'n' Tumble
Kirby Tilt 'n' Tumble es un videojuego de acción y puzle desarrollado por Nintendo R&D2, y distribuido por Nintendo para la consola portátil Game Boy Color. Fue lanzado en Japón el 23 de agosto del 2000, y en Norteamérica el 9 de abril de 2001. Debido a que el cartucho posee un acelerómetro, tiene una forma única, al igual que un color transparente rosado como referencia a Kirby. El juego recibió su primer relanzamiento oficial en el servicio de Nintendo Switch Online el 5 de junio de 2023.

## Trama
La historia empieza con Kirby durmiendo sobre una nube, cuando es despertado por un Waddle Dee que carga lo que parece ser una pieza de pinball. Luego ve a King Dedede cargando otra pieza más grande. Sospechando de las intenciones de Dedede, Kirby se sube a una estrella y lo sigue, determinado en averiguar qué está tramando. Luego, Kirby descubre que Dream Land ha perdido sus estrellas y parte en un viaje para recuperarlas.

## Jugabilidad
Kirby Tilt 'n' Tumble utiliza una serie de acelerómetros para controlar a Kirby. El objetivo del juego es guiar a Kirby hasta la meta del nivel dentro de un límite de tiempo inclinando la Game Boy en la dirección a la que el jugador desee ir. Sacudir rápidamente la consola rotando el juego hacia el propio jugador (como si se estuviese volteando un panqueque) hará que Kirby salte por el aire. El juego se centra en recolectar estrellas esparcidas por los niveles. Para terminar el juego por completo, el jugador debe recolectar la estrella roja de cada nivel. Esto desbloqueará los mundos extra que son versiones más desafiantes de los niveles con límites de tiempo menores.
El temporizador cuenta atrás hasta que el jugador haya llegado al final del nivel. El jugador puede incrementar el temporizador pasando por baldosas de reloj, deteniendo el temporizador, juntando relojes que añaden diez segundos, o cruzando puntos de control. Cuando al temporizador le quede menos de 50 segundos, sonará una alarma, advirtiéndole al jugador que debe apresurarse y terminar el nivel, y la música es remplazada por una versión más acelerada. El jugador empieza con cinco vidas, y perderá una si Kirby pierde toda su salud por recibir daño de enemigos u obstáculos, caer por un precipicio, ahogarse en arenas movedizas o agua, o quedarse sin tiempo. El juego acaba cuando todas las vidas hayan sido perdidas, aunque el jugador puede continuar el juego desde el comienzo del nivel eligiendo «Continuar».

## Desarrollo
Kirby Tilt 'n' Tumble comenzó su desarrollo en abril de 1999. Fue originalmente titulado Koro Monkey (Monkey Tilt 'N Tumble) y su protagonista era un mono. Tras discutir con Shigeru Miyamoto, los desarrolladores cambiaron al personaje por Kirby. El juego fue lanzado en Japón el 23 de agosto del 2000. Luego fue lanzado en Norteamérica el 9 de abril de 2001. No fue lanzado fuera de Japón o Norteamérica.

## Recepción
Kirby Tilt 'n' Tumble recibió críticas favorables de acuerdo al sitio web de agregación de reseñas GameRankings. Debutó en el número cuatro según la compañía de investigación del mercado Americano NPD en el mes de abril de 2001.
Game Informer escribió que aunque el concepto del juego «suena bastante simple, en realidad resulta ser uno de los escenarios más dramáticos y de alta tensión vistos en cualquier sistema». En Japón, Famitsu le dio un puntaje de 30 de 40.
Fue listado como uno de los mejores juegos para la Game Boy por Game Informer en 2014. Clasificando los juegos de Kirby para su vigesimoquinto aniversario, el personal de USGamer los clasificó como el peor juego spin-off de la serie. La redactora Caty McCarthy opinó que fue «un poco horrible», agregando que este no era uno de los juegos disfrutables de la serie lanzados para la Game Boy y Game Boy Advance.
Fue el sexto juego de Game Boy Color más vendido en Japón, con 563,914 copias vendidas.

## Legado
Una secuela planeada del juego titulada Kirby Tilt 'n' Tumble 2 fue mostrada en el Nintendo Space World 2001, que se encontraba en desarrollo para la GameCube y estuvo planeada para requerir conectividad con la Game Boy Advance. El diseñador de videojuegos Shigeru Miyamoto mostró la jugabilidad, dejando caer a Kirby desde la pantalla de una TV hasta la pantalla de una Game Boy Advance. También mencionó que el jugador podría escribir «programas», como minijuegos, al cartucho. Originalmente planeado para su lanzamiento en mayo de 2002, el juego fue retitulado Roll-O-Rama, remplazando a Kirby con una bola de mármol. Aunque haya sido mostrado en la E3 2002, nunca ha sido lanzado.